# Герб Усть-Кутского района
Герб Усть-Ку́тского района — наряду с флагом, официальный символ Усть-Кутского муниципального района Иркутской области, принят 27 февраля 2007 года.

## Описание
Герб Усть-Кутского района представляет собой изображение щита зелёного цвета со следующими элементами:
- на поле герба две вогнутые серебряные перевязи, образующие форму буквы «У» — символизируют слияние рек Куты и Лены, где расположен город;
- в центре на пересечении перевязей — бревенчатый острог с крытой галереей по верху стены и со стоящей впереди остроконечной башней, имеющей закрытые ворота — символизирует Усть-Кутский острог, ставший основой для города и центром прилежащих земель;
- внизу слева — золотой крылатый якорь — показывает Усть-Кут как важный транспортный узел.

Геральдические цвета герба означают:
- зелёный — символ природы, здоровья, жизненного роста, бескрайних лесов (тайги);
- серебряный — символ чистоты, совершенства, мира и взаимопонимания;
- золотой — символ богатства, стабильности. уважения, интеллекта.

## Использование
Герб Усть-Кутского района, согласно закону Иркутской области «О гербе и флаге Иркутской области», может использоваться в двух равнозначных версиях:
- без вольной части;
- с вольной частью — четырёхугольником, примыкающем изнутри к верхнему левому краю герба Усть-Кутского района с воспроизведёнными в нём фигурами герба Иркутской области.

Кроме того, герб может воспроизводится со статусной короной установленного образца.